# Лівіу Антал
Лівіу Антал (рум. Liviu Antal; нар. 2 червня 1989, Шимлеу-Сілванієй) — румунський футболіст, півзахисник клубу «Залеу».
Виступав, зокрема, за клуби «Оцелул», «Васлуй» та «Хапоель» (Тель-Авів), а також національну збірну Румунії.
Чемпіон Литви. Володар Кубка Литви. Володар Суперкубка Литви.

## Клубна кар'єра
У дорослому футболі дебютував 2009 року виступами за команду «Оцелул», в якій провів три сезони, взявши участь у 60 матчах чемпіонату. 
Своєю грою за цю команду привернув увагу представників тренерського штабу клубу «Васлуй», до складу якого приєднався 2012 року. Відіграв за васлуйську команду наступні два сезони своєї ігрової кар'єри. Більшість часу, проведеного у складі «Васлуя», був основним гравцем команди. У складі «Васлуя» був одним з головних бомбардирів команди, маючи середню результативність на рівні 0,33 гола за гру першості.
Згодом з 2014 по 2015 рік грав у складі команд «Генчлербірлігі» та «Бейтар» (Єрусалим).
У 2015 році уклав контракт з клубом «Хапоель» (Тель-Авів), у складі якого провів наступні два роки своєї кар'єри гравця. 
Протягом 2016—2022 років захищав кольори клубів «Пандурій», «ЧФР Клуж», «Жальгіріс», УТА (Арад), «Галадаш» та «Залаегерсег».
До складу клубу «Галадаш» приєднався 2022 року, на правах оренда одразу перейшов до «Залаегерсег» та згодом повернувся на батьківщину, де захищав кольори команди «Міовень».
Влітку 2023 року Лівіу повернувся до литовського клубу «Жальгіріс».
Взимку 2025 року повернувся на батьківщину, де захищає кольори місцевої команди «Залеу».

## Виступи за збірні
Протягом 2009–2011 років залучався до складу молодіжної збірної Румунії. На молодіжному рівні зіграв у 2 офіційних матчах.
У 2011 році дебютував в офіційних матчах у складі національної збірної Румунії.

## Титули і досягнення

### Командні
- Чемпіон Литви (2):

«Жальгіріс»: 2020, 2024
- Володар Кубка Литви (1):

«Жальгіріс»: 2018
- Володар Суперкубка Литви (1):

«Жальгіріс»: 2020

### Особисті
- Кращий бомбардир:

«Васлуй»: 2013-2014 (16 м'ячів)
«Жальгіріс»: 2018 (23 м'ячі), 2024 (20 м'ячів)